# Dendrosoter scolytivorus
Dendrosoter scolytivorus är en stekelart som först beskrevs av Henry Lorenz Viereck och Sievert Allen Rohwer 1913.  Dendrosoter scolytivorus ingår i släktet Dendrosoter och familjen bracksteklar. Inga underarter finns listade i Catalogue of Life.